# Phragmocarpella ichnanthi
Phragmocarpella ichnanthi är en svampart som först beskrevs av Henn., och fick sitt nu gällande namn av Theiss. & Syd. 1915. Phragmocarpella ichnanthi ingår i släktet Phragmocarpella och familjen Phyllachoraceae.   Inga underarter finns listade i Catalogue of Life.